# Kite Man: Sakra jo!
Kite Man: Sakra jo! (v anglickém originálu Kite Man: Hell Yeah!) je americký animovaný černě komediální superhrdinský televizní seriál pro dospělé založený na postavě DC Comics jménem Kite Man, kterou vytvořili Bill Finger a Dick Sprang. Hlavní hvězdy seriálu, který sleduje dobrodružství Kite Mana a jeho současné přítelkyně Golden Glider, kteří koupili místní bar Noonan's, jsou Matt Oberg, Stephanie Hsu a James Adomian.
Jedná se o spin-off seriálu Harley Quinn, kde Kite Man byl uveden jako vedlejší postava a bývalý snoubenec Poison Ivy. První řada se bude skládat z deseti epizod, přičemž Matt Oberg se vrací k hlasu Kite Mana. Velká část dabérů byla odhalena v září 2023.
Kite Man: Sakra jo! měl premiéru18. července 2024 na Max.

## Synopse
Pořad sleduje odvážná dobrodružství Kite Mana a jeho přítelkyně Golden Glider, kteří spolu žijí v Noonan's, nejzaplivanějším baru v Gothamu. Svůj vztah posunou na další úroveň otevřením baru ve stínu Legie zkázy Lexe Luthora.

## Původní dabing

### Hlavní role
- Matt Oberg jako Charles „Chuck“ Brown / Kite Man / Beast Mode, Fake Kalendářnik
- Stephanie Hsu jako Lisa Snart / Golden Glider[pozn. 1], Stephanie Brown / Spoiler
- James Adomian jako Eduardo Dorrance / Bane, Fake Hádankář, Lawrence Snart, mladý Penguin, Démon Etrigan[pozn. 2], Kirk Langstrom / Man-Bat
- Jonathan Banks jako Sean Noonan
- Natasia Demetriou jako Malice Vundabar
- Michael Imperioli jako Moe a Joe Dubelzovi
- Janelle James jako Tsaritsa / Queen of Fables[pozn. 3]

### Vedlejší role
- Dee Bradley Baker jako Chessure
- Maria Bamford jako Mary Louise Dahl / Baby Doll[3]
- Tisha Campbell jako Tawny Young
- Vic Chao jako Leonard Snart / Captain Cold[pozn. 4]
- Margaret Cho jako Rebecca Chen
- Andy Daly jako Darryl Brown, Thaal Sinestro / Sinestro, Winslow Schott Jr. / Toyman[pozn. 5]
- Keith David jako Uxas / Darkseid[pozn. 6]
- Carla Delaney jako Goldilocks
- Phil LaMarr jako detektiv Chimp, DeSaad, David Hyde / Black Manta
- Judith Light jako Helen Villigan
- Eddie Pepitone jako Sidney Speck / Sixpack
- Lance Reddick jako Alexander Joseph „Lex“ Luthor (díly 1-2, 6, 8)[pozn. 7]
  - Amuche Chukudebelu jako Alexander Joseph „Lex“ Luthor (díly 9-10)
- Rory Scovel jako Gus
- Rhea Seehorn jako Insect Queen

### Hostující hvězdy
- Ben Aldridge jako Jeremy Karne
- Lake Bellová jako doktorka Pamela Lillian Isley / Poison Ivy, Barbara Ann Minerva / Cheetah
- Lacey Chabert jako Ava, Kennethova máma Karen
- Kaley Cuoco jako doktorka Harleen Frances Quinzel / Harley Quinn
- Brycen Hall jako mladý Captain Cold
- Richard Kind jako hygienik
- Araceli Prasarttongosoth jako mladá Golden Glider
- Cristina Pucelli jako Kenneth Thomas, Luthor-A
- Jim Rash jako Edward Nigma / Hádankář
- Katie Rich jako Stacy
- J. B. Smoove jako rostlina Frank
- Alan Tudyk jako Basil Karlo / Clayface, Orm Marius / Ocean Master
- Casey Wilson jako Elizabeth / Betty

## Seznam dílů
| Č. v seriálu | Původní název                        | Český název                          | Režie             | Scénář                                          | Premiéra v USA    |
| ------------ | ------------------------------------ | ------------------------------------ | ----------------- | ----------------------------------------------- | ----------------- |
| 1            | Pilot, Hell Yeah!                    | Pilotní díl, sakra jo!               | Yoriaki Mochizuki | Dean Lorey, Patrick Schumacker a Justin Halpern | 16. července 2024 |
| 2            | Grand Reopening, sakra jo!           | Slavnostní znovuotevření, sakra jo!  | Jeff Wamester     | Conner Shin                                     | 18. července 2024 |
| 3            | Villigan's, Hell Yeah!               | Villigan's, sakra jo!                | Ben Jones         | Chris Marrs                                     | 25. července 2024 |
| 4            | Portal Potty, Hell Yeah!             | Portálovej nočník, sakra jo!         | Joonki Park       | Vidhya Iyer                                     | 1. srpna 2024     |
| 5            | Prison Break, Hell Yeah!             | Útěk z vězení, sakra jo!             | Rick Morales      | Katie Rich                                      | 8. srpna 2024     |
| 6            | Mother/Daughter Day, Hell Yeah!      | Den matky a dcery, sakra jo!         | Jeff Wamester     | Leslie Schapira                                 | 15. srpna 2024    |
| 7            | Sexiest Villain Alive, Hell Yeah!    | Nejvíc sexy padouch světa, sakra jo! | Joonki Park       | Dean Lorey                                      | 22. srpna 2024    |
| 8            | Just Right, Hell Yeah!               | To správné, sakra jo!                | Diana Huh         | Chris Marrs                                     | 29. srpna 2024    |
| 9            | To Get to the Other Side, Hell Yeah! | Na druhou stranu, sakra jo!          | Jeff Wamester     | Jess Lieberman a Lexi Slater                    | 5. září 2024      |
| 10           | Hero Stuff, Hell Yeah!               | Hrdinské věci, sakra jo!             | Joonki Park       | Dean Lorey                                      | 12. září 2024     |

## Produkce

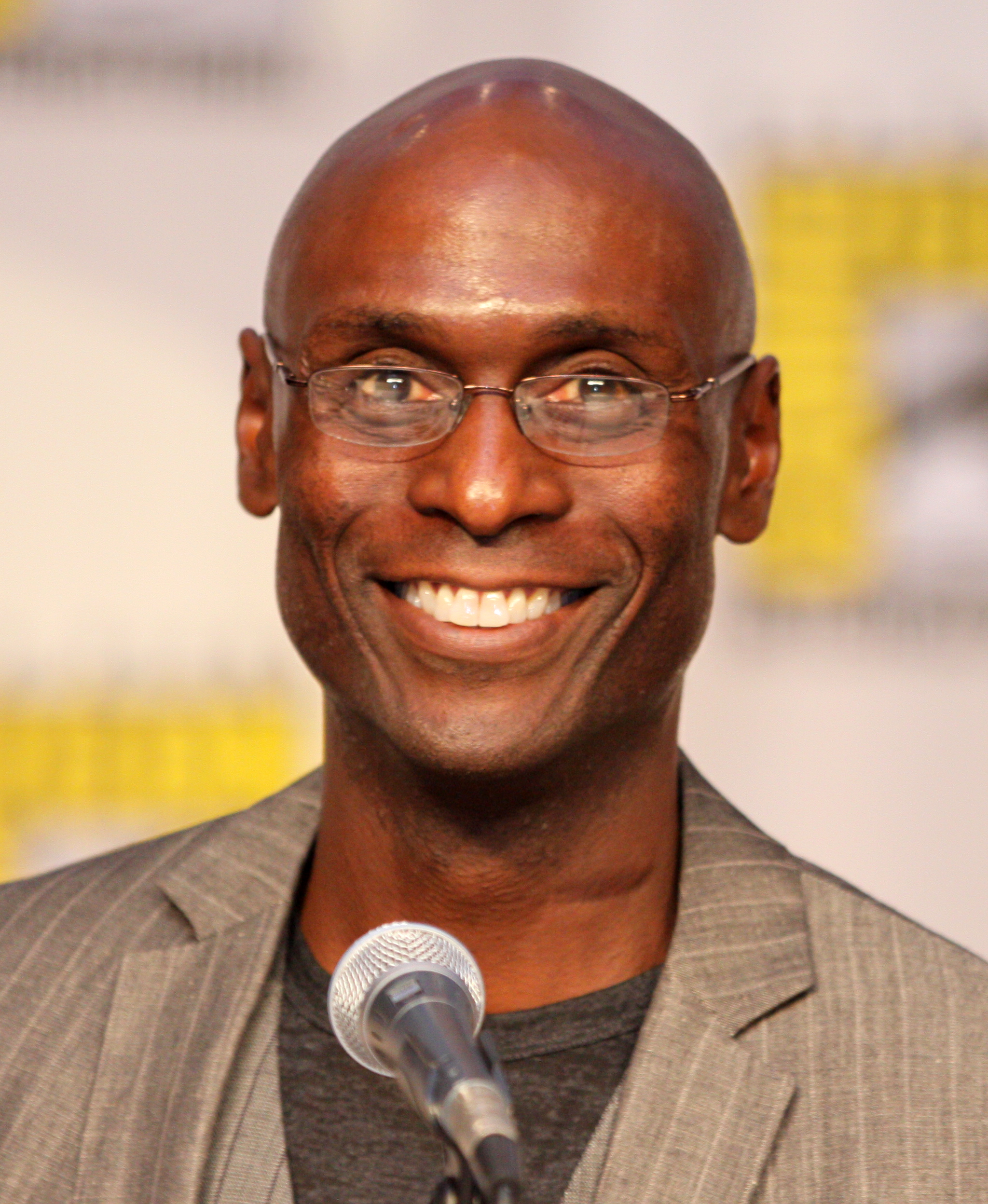
Lex Luthor je jednou z posledních rolí Lance Reddicka, který zemřel v roce 2023.

### Výroba
Showrunner seriálu Harley Quinn Patrick Schumacker odhalil na South by Southwest v březnu 2022 během panelu „Not Kidding Around: Warner Bros. Animation and the Reimagining of Iconic Characters for a Adult Audience“, že probíhá vývoj spin-offu s postavou Kite Mana v hlavní roli.
V dubnu 2022 HBO Max oznámil, že objednává seriál Noonan's. Toho července bylo oznámeno, že spolutvůrce Harley Quinn Dean Lorey a Katie Rich se stali showrunnery tohoto pořadu.
V červnu 2023 na Mezinárodním festivalu animovaného filmu v Annecy bylo oznámeno, že pořad byl přejmenován na Kite Man: Hell Yeah!.

### Casting
Po oznámení objednávky seriálu bylo také oznámeno, že Matt Oberg si zopakuje roli Kite Mana. V září 2023, spolu s vydáním teaser traileru, byli obsazeni Stephanie Hsu, James Adomian, Jonathan Banks, Lance Reddick, Michael Imperioli, Natasia Demetriou, Judith Light, Janelle James, Rory Scovel, Keith David s Kaley Cuoco and Lake Bellovou jako hostujícími hvězdami.